# Laverne Clark
LaVerne Clark (født 2. december i 1973) er en amerikansk kampsportsudøver og tidligere professionel bokser. Clark er veteran i Ultimate Fighting Championship, Maximum Fighting Championship og World Fighting Alliance.
I sin boksekarriere tabte han sin første kamp den 5. marts i 2004, mod Allan Green på TKO i 3 omgang.